# The Call of the Desert (film 1912)
The Call of the Desert è un cortometraggio muto del 1912 prodotto dalla Nestor. Il nome del regista non viene riportato nei credit del film.

## Produzione
Il film fu prodotto dalla Nestor Film Company.

## Distribuzione
Distribuito dall'Universal Film Manufacturing Company, il film - un cortometraggio di una bobina - uscì nelle sale cinematografiche USA il 28 ottobre 1912.